# Simon Kinberg
Simon Kinberg, né le 2 août 1973 à Londres, en Angleterre, est un réalisateur, scénariste, producteur de cinéma et de télévision anglais naturalisé américain.
Il est surtout connu pour son travail de scénariste et producteur sur la franchise cinématographique X-Men, de 2006 à 2019. Il passe pour la première fois à la réalisation pour le douzième et dernier opus de la saga, X-Men: Dark Phoenix, sorti en juin 2019.

## Biographie

### Jeunesse et formation
Simon Kinberg naît le 2 août 1973 à Londres, en Angleterre. Alors qu'il est enfant, sa famille part pour les États-Unis vivre à Los Angeles.
En 1991, il obtient son diplôme de fin d'études de la Brentwood School à Los Angeles. Il rejoint ensuite l'université Brown, dans la fraternité Phi Beta Kappa, Magna Cum Laude, et obtient sa maîtrise en arts de la Columbia University School of the Arts, où il remporte les meilleurs prix d'écriture scénaristique.

### Carrière
Simon Kinberg est révélé comme scénariste à Hollywood en signant la comédie d'action à succès Mr. et Mrs. Smith, réalisée par Doug Liman, portée par les stars Angelina Jolie et Brad Pitt. Il enchaîne avec le scénario d'une suite de film d'action, xXx² : The Next Level, filmé par Lee Tamahori, et également sorti en 2005.
En 2006, il est crédité comme co-scénariste, avec Zak Penn, d'une autre suite, le blockbuster X-Men : L'Affrontement final, réalisé par Brett Ratner, à la suite de la défection de Bryan Singer. Les critiques sont, pour la première fois pour la franchise, mauvaises, mais le film cartonne au box-office. Kinberg signe alors un contrat d'exclusivité avec le studio, 20th Century Fox. Parallèlement, il travaille sur une adaptation de Mr. et Mrs. Smith pour la télévision, mais le projet n'aboutit pas.

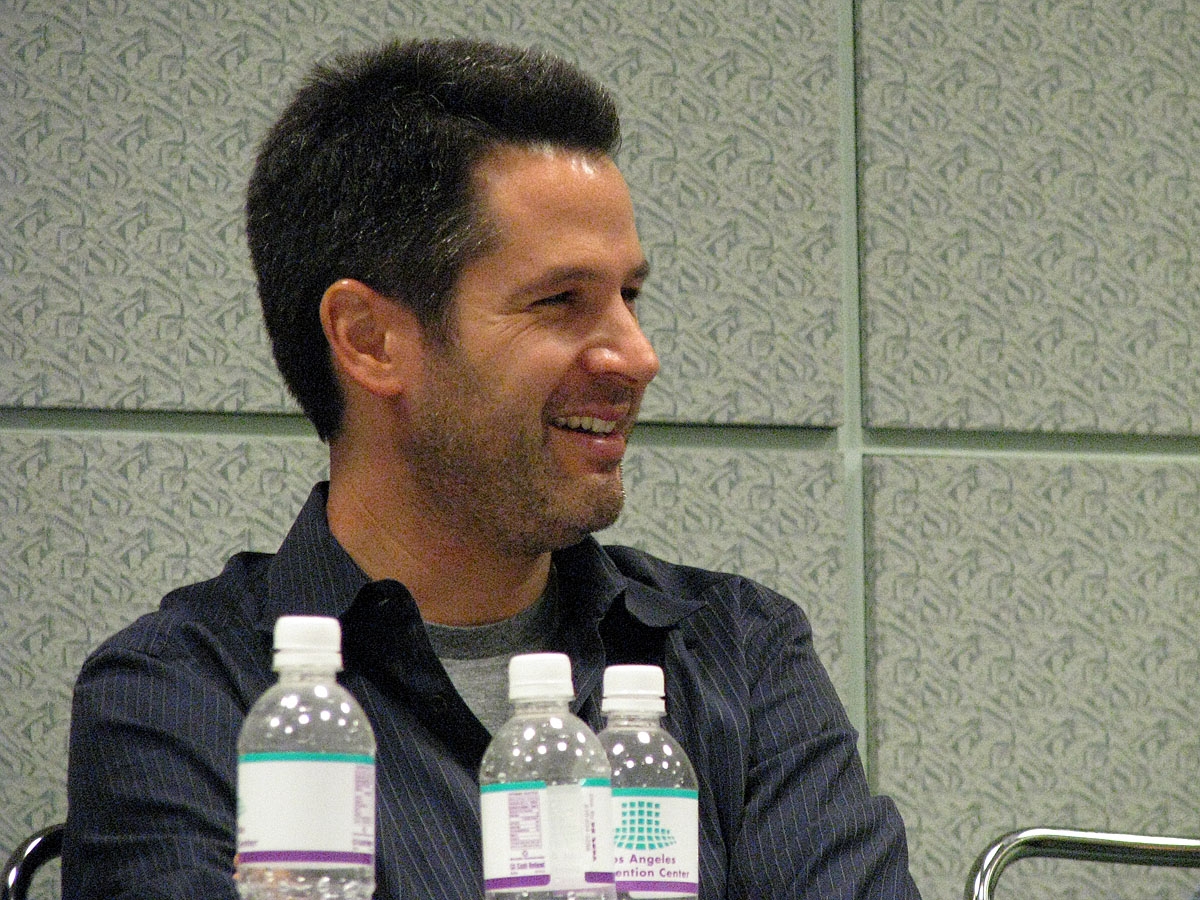
Simon Kinberg, en 2008.

Finalement, il retrouve le réalisateur Doug Liman pour écrire mais aussi produire le blockbuster fantastique Jumper, adaptation d'un comic-books pour la 20th Century Fox. Le film est un flop critique et commercial et annule les projets de suite. Parallèlement, il aide à l'écriture du script d'une autre future franchise, Sherlock Holmes, portée par Robert Downey Jr.
En 2010, il produit le premier opus d'une trilogie préquelle des X-Men : X-Men : Le Commencement marque l'arrivée d'une nouvelle équipe créative sur la saga : le réalisateur anglais Matthew Vaughn et ses scénaristes habituels, Jane Goldman et Ashley Miller. 
Comme scénariste, il revient à la comédie romantique d'action en signant le script de Target, réalisé par McG, qu'il produit également. Les critiques sont catastrophiques. Toujours en 2012, il produit le blockbuster fantastique Abraham Lincoln, chasseur de vampires, de Timur Bekmambetov. Un échec.
Parallèlement, Matthew Vaughn quitte le projet d'une suite à X-Men : Le Commencement, conduisant le studio à rappeler Bryan Singer, mais aussi à Simon Kinberg, pour développer X-Men: Days of Future Past. Le blockbuster est un triomphe critique et commercial.

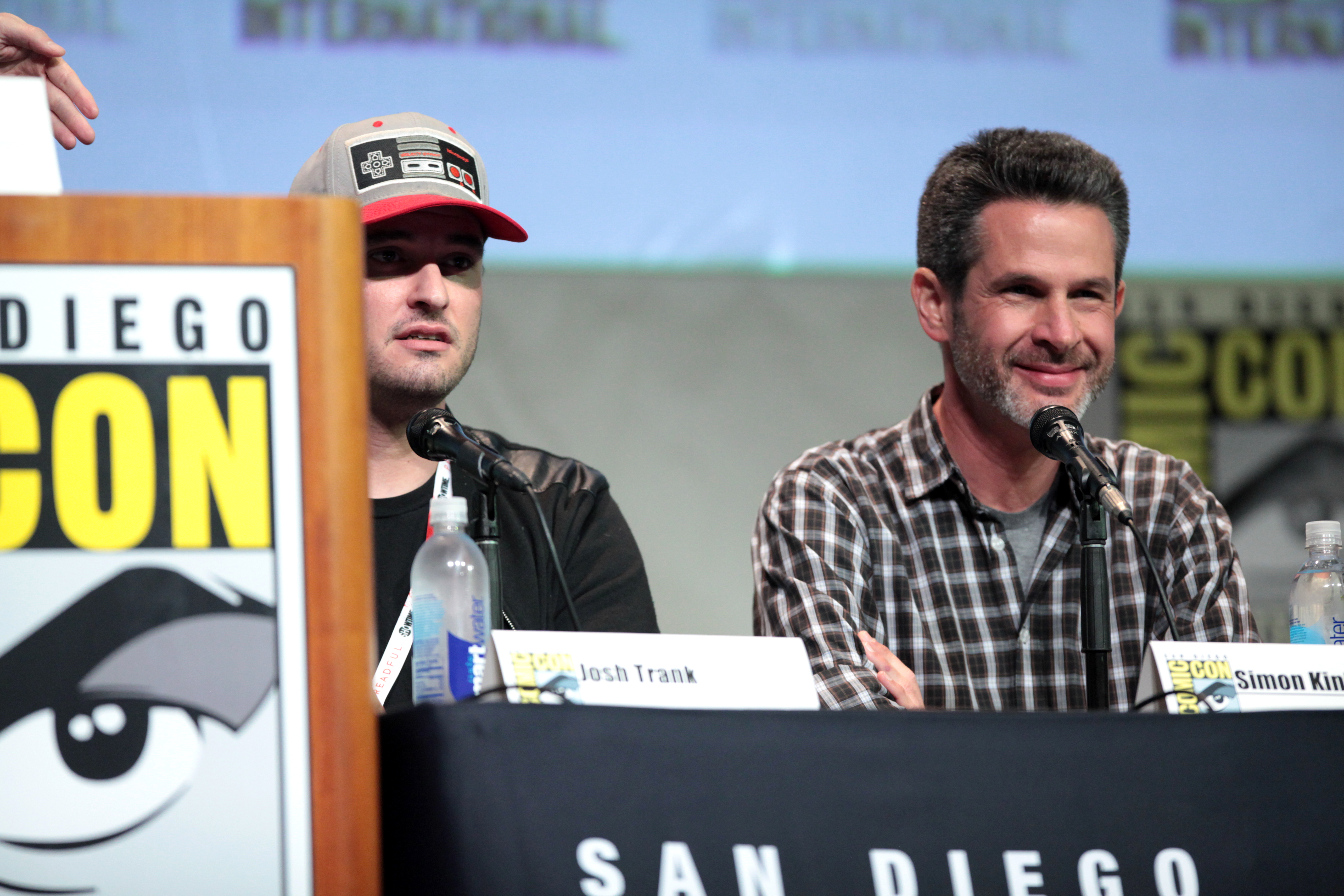
Le repreneur du scénario de Les Quatre Fantastiques, aux côtés du réalisateur Josh Trank, au San Diego Comic-Con 2015.

Par la suite, s'il continue à produire des grosses productions pour le studio, il se concentre sur la franchise X-Men en tant que scénariste. Il retravaille le script du reboot Les Quatre Fantastiques, écrit par Jeremy Slater. Mais le film connaît une production difficile et est éreinté par la critique lors de sa sortie durant l'été 2015. Kinberg compense cet échec par deux films dérivés de l'univers X-Men, qu'il produit : Deadpool (2016), de Tim Miller et Logan (2017), de James Mangold.
L'été 2016, avec le réalisateur Brian Singer, il dévoile X-Men: Apocalypse, destiné à clore la trilogie préquelle amorcée par Matthew Vaughn en 2011. Le film déçoit la critique et échoue au box-office américain.
Après de multiples discussions pour désigner un successeur à Singer pour réaliser une troisième trilogie, c'est Kinberg lui-même qui est choisi par le studio. Le scénariste, qui considère X-Men : Apocalypse "daté" et "raté" promet de se concentrer sur les personnages et de s'éloigner de la destruction spectaculaire. Avec X-Men: Dark Phoenix, Kinberg propose de raconter de nouveau l'intrigue du Phoenix Noir, librement adaptée par X-Men : L'Affrontement final en 2006. Davantage fidèle aux comic-books, ce long-métrage amènera ainsi les héros dans l'espace. C'est la première fois dans l'histoire de la franchise qu'une seule personne écrit et réalise seul un long-métrage.
En 2019, à l'approche de la sortie du blockbuster, il déclare que le film a toujours été prévu comme la fin d'un cycle, alors qu'il annonçait initialement le début d'une nouvelle trilogie. Ce revirement possède une explication : l'officialisation du rachat de la 20th Century Fox par Disney conduit à la fin de la franchise X-Men dans sa version actuelle, et ce après une douzaine de longs-métrages et deux séries télévisées dérivées : Legion et The Gifted, toutes deux diffusées depuis 2017.
Cependant, il produit depuis 2016 une autre franchise du studio, celle des aventures d'Hercule Poirot, débutée par Le Crime de l'Orient-Express, écrite par Michael Green et réalisée par Kenneth Branagh. La production d'une suite, Mort sur le Nil, est toujours en cours.
Il réalise ensuite 355, thriller d'espionnage porté par un casting féminin international : l'Américaine Jessica Chastain, l'Allemande Diane Kruger, l'Espagnole Penélope Cruz, la Chinoise Fan Bingbing et la Mexico-kenyane Lupita Nyong'o. Le film sort début 2022.

## Filmographie

### En tant que scénariste

#### Cinéma
- 2005 : xXx² : The Next Level (XXX: State of the Union) de Lee Tamahori
- 2005 : Mr. et Mrs. Smith (Mr. & Mrs. Smith) de Doug Liman
- 2006 : X-Men : L'Affrontement final (X-Men: The Last Stand) de Brett Ratner
- 2008 : Jumper de Doug Liman
- 2009 : Sherlock Holmes de Guy Ritchie
- 2012 : Target (This Mean War) de McG
- 2012 : Abraham Lincoln, chasseur de vampires de Timur Bekmambetov
- 2014 : X-Men: Days of Future Past de Bryan Singer
- 2015 : Les Quatre Fantastiques (Fantastic Four) de Josh Trank
- 2016 : X-Men: Apocalypse de Bryan Singer
- 2019 : X-Men: Dark Phoenix (Dark Phoenix) de lui-même
- 2022 : 355 (The 355) de lui-même

#### Télévision

##### Téléfilm
- 2002 : The Legacy de Jim Gillespie

##### Séries télévisées
- 2007 : Mr. et Mrs. Smith (épisode pilote)
- 2014-2018 : Star Wars Rebels (animation ; 74 épisodes)
- 2019-2020 : The Twilight Zone : La Quatrième Dimension (20 épisodes)
- 2021 : Invasion (10 épisodes)

### En tant que producteur

#### Cinéma
- 2007 : Got Next (court métrage) de Fred Strype
- 2008 : Jumper de Doug Liman
- 2011 : X-Men : Le Commencement (X-Men: First Class) de Matthew Vaughn
- 2012 : Target (This Mean War) de McG
- 2012 : Abraham Lincoln, chasseur de vampires (Abraham Lincoln, chasseur de vampires) de Timur Bekmambetov
- 2013 : Elysium de Neill Blomkamp
- 2014 : Let's Be Cops de Luke Greenfield
- 2015 : Cendrillon (Cinderella) de Kenneth Branagh
- 2015 : Chappie de Neill Blomkamp
- 2015 : Les Quatre Fantastiques (Fantastic Four) de Josh Trank
- 2015 : Seul sur Mars (The Martian) de Ridley Scott
- 2016 : Deadpool de Tim Miller
- 2016 : X-Men: Apocalypse de Bryan Singer
- 2017 : Logan de James Mangold
- 2017 : Le Crime de l'Orient-Express (Murder on the Orient Express) de Kenneth Branagh
- 2018 : Deadpool 2 de David Leitch
- 2019 : X-Men: Dark Phoenix (Dark Phoenix) de lui-même
- 2020 : Les Nouveaux Mutants (The New Mutants) de Josh Boone
- 2022 : 355 (The 355) de lui-même
- 2022 : Mort sur le Nil (Death on the Nile) de Kenneth Branagh
- 2023 : Mystère à Venise (A Haunting in Venice) de Kenneth Branagh
- 2024 : En plein vol (Lift) de F. Gary Gray
- 2024 : Deadpool et Wolverine de Shawn Levy
- 2025 : The Running Man d'Edgar Wright

#### Télévision

##### Téléfilm
- 2017 : Mission Control de Jeremy Podeswa

##### Séries télévisées
- 2007 : Mr. et Mrs. Smith (épisode pilote)
- 2014-2018 : Star Wars Rebels (animation ; 71 épisodes)
- 2016-2019 : Designated Survivor (53 épisodes)
- 2017-2019 : The Gifted (28 épisodes)
- 2017-2019 : Legion (27 épisodes)
- 2019-2020 : The Twilight Zone : La Quatrième Dimension (20 épisodes)
- 2021 : Invasion (épisode pilote)

### En tant que réalisateur

#### Cinéma

##### Longs métrages
- 2019 : X-Men: Dark Phoenix
- 2022 : 355 (The 355)

#### Télévision

##### Série télévisée
- 2019 : The Twilight Zone : La Quatrième Dimension (saison 1, épisode 10 : Blurryman)